# Roberto Guerrero
Roberto Guerrero Isaza, född 16 november 1958 i Medellín, är en colombiansk racerförare. 
Guerrero inledde sin racingkarriär i formel 3 i Storbritannien. Med hjälp av sponsorpengar från ett colombianskt kaffebolag kunde han ta steget över till formel 1. Han körde i Ensign 1982 och i Theodore, som tagit över stallet, 1983. Därefter lades Theodore ner och hans F1-karriär tog slut. Guerreros bästa resultat var en åttondeplats i Tysklands Grand Prix 1982.
Guerrero flyttade sedan till USA och började tävla i Indycar. 1987 överlevde han en krasch under träning på Indianapolis Motor Speedway, men han låg i koma 17 dagar.

## F1-karriär
| Säsong | Stall/Tillverkare | Poäng | Placering |
| ------ | ----------------- | ----- | --------- |
| 1982   | Ensign-Ford       | 0     | –         |
| 1983   | Theodore-Ford     | 0     | –         |